# 貝圖瓦河
54°15′00″N 17°23′30″E / 54.2499°N 17.3916°E
貝圖瓦河是波蘭的河流，位於該國北部濱海省西部，處於貝圖夫縣，屬於斯武皮亞河的支流，河道全長23公里，河畔城鎮有貝圖夫。